# Orlando Luz
Orlando Moraes Luz (Carazinho, 8 febbraio 1998) è un tennista brasiliano.
Ha ottenuto i suoi maggiori successi in doppio, specialità in cui ha vinto un titolo nel circuito maggiore e diversi altri nelle categorie minori. Nelle prove del Grande Slam si è spinto fino ai quarti di finale all'Open di Francia 2025 e ha raggiunto la 54ª posizione del ranking ATP nel giugno 2025. Ha esordito nella squadra brasiliana di Coppa Davis nel 2021.
Nel maggio 2015 è stato il numero 1 del mondo tra gli juniores, categoria nella quale ha vinto diversi titoli tra cui i tornei di doppio a Wimbledon e alle Olimpiadi giovanili di Nanchino nel 2014 e il Trofeo Bonfiglio in singolare nel 2015.

## Carriera

### Juniores
Gioca il primo torneo nell'ITF Junior Circuit a 13 anni nel 2011 e l'anno successivo vince il primo titolo in doppio in un torneo di Grade 4. Nel marzo 2013 vince il suo primo torneo di Grade A in doppio alla Coppa Gerdau, dove in coppia con il connazionale Marcelo Zormann supera in finale Spencer Papa / Alexander Zverev. Il primo titolo in singolare arriva nel marzo 2014 all'Asuncion Bowl, torneo di Grade 1, e a fine mese vince in singolare anche il Grade A Campeonato Internacional Juvenil de Tenis de Porto Alegre. In giugno raggiunge le semifinali juniores sia in singolare che in doppio al Roland Garros, in singolare elimina tra gli altri Taylor Fritz e Daniil Medvedev e viene sconfitto da Andrej Rublëv.
Il mese successivo si prende la rivincita su Rublev nella finale di doppio juniores a Wimbledon, vincendo di nuovo assieme a Zormann. Ad agosto trionfa con Zormann anche nel torneo di doppio alle Olimpiadi giovanili di Nanchino, con il successo in finale sullo stesso Rublev e Karen Chačanov; raggiunge la finale anche in singolare e viene sconfitto da Kamil Majchrzak. A settembre fa parte della squadra brasiliana che si piazza al quinto posto nelle finali di Coppa Davis Junior.
Nel marzo 2015 conferma il titolo vinto l'anno precedente in singolare al Grade A di Porto Alegre, mentre perde la finale nel torneo di doppio. Ad aprile perde la finale del terzo posto all'ITF Junior Masters di Chengdu. Con il successo in singolare al prestigioso Grade A milanese del Trofeo Bonfiglio, il 25 maggio raggiunge la vetta della classifica mondiale juniores. Nel periodo successivo fa solo alcune apparizioni nel circuito juniores e il miglior risultato è la finale raggiunta in doppio al Roland Garros 2016 assieme al coreano Chung Yun-seong. Disputa l'ultimo torneo juniores agli US Open 2016 dopo aver vinto tra singolare e doppio 16 titoli, tra cui sei di Grade A.

### 2013-2018: esordi e primi titoli ITF da professionista
Fa le sue prime apparizioni tra i professionisti nel 2013 e conquista i primi punti nel ranking ATP. Gioca saltuariamente anche nel 2014 e a novembre vince il primo titolo ITF al torneo di doppio del Futures Brazil F12 in coppia con Fernando Romboli. Inizia a giocare con continuità nel 2015, ad aprile entra per la prima volta nel tabellone principale di singolare in un torneo Challenger al Campeonato Internacional de Tenis de Santos e raggiunge la semifinale. Nel corso della stagione perde le prime due finali ITF disputate in singolare e vince un altro titolo ITF in doppio. Nel febbraio 2016 debutta nel circuito maggiore con una sconfitta in doppio al Rio Open. Nel luglio successivo si aggiudica il primo titolo ITF in singolare al Czech Republic F5 con il successo in finale sul tedesco Peter Torebko. Non riesce a tenere fede alle aspettative maturate con i grandi successi conseguiti da juniores e anche al debutto in singolare nel circuito maggiore nel febbraio 2017 viene sconfitto al primo turno del Brasil Open.

### 2019-2020: primi titoli Challenger e primo incontro vinto nel circuito maggiore
Continua a raccogliere successi solo nel circuito ITF fino al giugno 2019, quando vince il primo titolo Challenger in doppio a Little Rock dopo aver conquistato 15 titoli ITF in doppio e 5 in singolare. Vince un altro torneo Challenger in doppio nell'ottobre successivo a Campinas e uno nel 2020 a Punta del Este. Nel febbraio 2020 desta sensazione insieme a Rafael Matos battendo al terzo set i numeri 1 e 2 del mondo Juan Sebastián Cabal / Robert Farah al primo turno del torneo di doppio all'ATP 500 di Rio de Janeiro, conseguendo la sua prima vittoria nel circuito maggiore, e vengono eliminati al secondo turno.

### 2021-2023: nove titoli Challenger e debutto in Coppa Davis
La stagione 2021 è la migliore da inizio carriera, vince otto delle nove finali Challenger disputate in doppio e a settembre raggiunge il 90º posto nel ranking di specialità. Gioca inoltre ad agosto la sua prima finale Challenger in singolare, persa al terzo set contro l'emergente Holger Rune a San Marino. Il mese successivo esordisce in Coppa Davis nella sfida contro il Libano e batte in due set Benjamin Hassan nel primo singolare. Nel 2022 perde entrambe le finali Challenger giocate in doppio e vince il suo secondo incontro nel circuito ATP nel torneo di doppio a Santiago del Cile. Torna a vincere un titolo Challenger al torneo di doppio di Piracicaba nel gennaio 2023 e nel prosieguo della stagione perde le finali di doppio a Cali, Rionegro, Todi, Bogotà e Lima.

### 2024: primo titolo ATP, sei titoli Challenger e 68º nel ranking
Nel marzo 2024 disputa la sua prima finale nel circuito maggiore al torneo di doppio di Santiago del Cile, e in coppia con Matias Soto cede a Marcelo Tomás Barrios Vera / Alejandro Tabilo con il punteggio di 2-6, 4-6. Quello stesso mese vince il São Léo Open in coppia con Marcelo Demoliner e a giugno il Poznań Open assieme a Zormann. Il 21 luglio disputa allo Swedish Open la sua seconda finale ATP, e in coppia con Rafael Matos si aggiudica il primo titolo del circuito maggiore superando Manuel Guinard / Grégoire Jacq con il punteggio di 7-5, 6-4. Il successo lo proietta al nuovo miglior ranking all'83º posto mondiale. Perde la finale al successivo Challenger San Marino Open e la vittoria al Bonn Open, entrambe in coppia con Théo Arribagé. A ottobre vince con Zormann il Villa María Challenger e con Mateus Alves il Campeonato de Campinas. Il mese successivo vince l'Uruguay Open assieme a Guido Andreozzi e chiude la stagione con il nuovo miglior ranking al 68º posto

### 2025: quarti di finale al Roland Garros e 54º nel ranking
Fa il suo esordio in una prova del Grande Slam con l'eliminazione al primo turno degli Australian Open 2025. A febbraio vince con Andreozzi anche il Brasil Tennis Challenger e sale al 60º posto mondiale. Nel mese successivo si aggiudica il Challenger del Murcia Open in coppia con Grégoire Jacq, assieme al quale perde la finale al Girona Challenger. Al Roland Garros gioca con Ivan Dodig, eliminano tra gli altri le teste di serie nº 3 Kevin Krawietz / Tim Pütz ed escono di scena nei quarti di finale, risultati con cui Luz sale al 54º posto mondiale.

## Statistiche
Aggiornate al 23 giugno 2025.

### Doppio

#### Vittorie (1)
| Legenda doppio       |
| Grande Slam (0)      |
| ATP Finals (0)       |
| ATP Masters 1000 (0) |
| ATP Tour 500 (0)     |
| ATP Tour 250 (1)     |

| N. | Data           | Torneo               | Superficie  | Compagno     | Avversari in finale          | Punteggio |
| 1. | 21 luglio 2024 | Swedish Open, Båstad | Terra rossa | Rafael Matos | Manuel Guinard Grégoire Jacq | 7-5, 6-4  |

#### Finali perse (1)
| Legenda doppio       |
| Grande Slam (0)      |
| ATP Finals (0)       |
| ATP Masters 1000 (0) |
| ATP Tour 500 (0)     |
| ATP Tour 250 (1)     |

| N. | Data         | Torneo               | Superficie  | Compagno    | Avversari in finale                         | Punteggio |
| 1. | 2 marzo 2024 | Chile Open, Santiago | Terra rossa | Matías Soto | Marcelo Tomás Barrios Vera Alejandro Tabilo | 2-6, 4-6  |

### Tornei Challenger

#### Singolare

##### Finali perse (1)
| N. | Data           | Torneo                      | Superficie  | Avversario in finale | Punteggio     |
| 1. | 15 agosto 2021 | San Marino Open, San Marino | Terra rossa | Holger Rune          | 6-1, 2-6, 3-6 |

#### Doppio

##### Vittorie (20)
| N.  | Data              | Torneo                                                        | Superficie  | Compagno               | Avversari in finale                          | Punteggio           |
| 1.  | 8 giugno 2019     | Little Rock Challenger, Little Rock                           | Cemento     | Matías Franco Descotte | Treat Conrad Huey Max Schnur                 | 7-5, 1-6, [12-10]   |
| 2.  | 5 ottobre 2019    | Campeonato Internacional de Tênis de Campinas, Campinas       | Terra rossa | Rafael Matos           | Miguel Ángel Reyes Varela Fernando Romboli   | 6(2)-7, 6-4, [10-8] |
| 3.  | 1º febbraio 2020  | Punta Open, Punta del Este                                    | Terra rossa | Rafael Matos           | Juan Manuel Cerúndolo Thiago Agustín Tirante | 6-4, 6-2            |
| 4.  | 20 febbraio 2021  | Challenger Concepción, Concepción                             | Terra rossa | Rafael Matos           | Sergio Galdós Diego Hidalgo                  | 7-5, 6-4            |
| 5.  | 24 aprile 2021    | Tallahassee Tennis Challenger, Tallahassee                    | Terra rossa | Rafael Matos           | Sekou Bangoura Donald Young                  | 7-6(2), 6-2         |
| 6.  | 19 giugno 2021    | Internazionali di Tennis Città di Forlì, Forlì                | Terra rossa | Sergio Galdós          | Pedro Cachín Camilo Ugo Carabelli            | 7-5, 2-6, [10-8]    |
| 7.  | 17 luglio 2021    | Iași Open, Iași                                               | Terra rossa | Felipe Meligeni Alves  | Hernán Casanova Roberto Ortega Olmedo        | 6-3, 6-4            |
| 8.  | 31 luglio 2021    | Internazionali di Tennis Città di Trieste, Trieste            | Terra rossa | Felipe Meligeni Alves  | Antoine Hoang Albano Olivetti                | 7-5, 6(6)-7, [10-5] |
| 9.  | 7 agosto 2021     | Internazionali di Tennis del Friuli Venezia Giulia, Cordenons | Terra rossa | Rafael Matos           | Sergio Galdós Renzo Olivo                    | 6-4, 7-6(5)         |
| 10. | 11 settembre 2021 | Kyiv Open, Kiev                                               | Terra rossa | Oleksandr Nedovjesov   | Denys Molčanov Serhij Stachovs'kyj           | 6-4, 6-4            |
| 11. | 18 dicembre 2021  | Rio Tennis Classic, Rio de Janeiro                            | Cemento     | Rafael Matos           | James Cerretani Fernando Romboli             | 6-3, 7-6(2)         |
| 12. | 20 gennaio 2023   | Brasil Tennis Challenger, Piracicaba                          | Terra rossa | Marcelo Zormann        | Andrea Collarini Renzo Olivo                 | walkover            |
| 13. | 30 marzo 2024     | São Léo Open, São Leopoldo                                    | Terra rossa | Marcelo Demoliner      | Liam Draxl Alexander Weis                    | 7-5, 3-6, [10-8]    |
| 14. | 22 giugno 2024    | Poznań Open, Poznań                                           | Terra rossa | Marcelo Zormann        | Jakob Schnaitter Mark Wallner                | 5-7, 6-2, [10-6]    |
| 15. | 11 agosto 2024    | Bonn Open, Bonn                                               | Terra rossa | Théo Arribagé          | Jeevan Nedunchezhiyan Vijay Sundar Prashanth | 6-2, 6-4            |
| 16. | 12 ottobre 2024   | Villa María Challenger, Villa María                           | Terra rossa | Marcelo Zormann        | Boris Arias Federico Zeballos                | 0-6, 6-3, [10-4]    |
| 17. | 19 ottobre 2024   | Campeonato de Campinas, Campinas                              | Terra rossa | Mateus Alves           | Marcelo Tomás Barrios Vera Facundo Mena      | 6-3, 6-4            |
| 18. | 16 novembre 2024  | Uruguay Open, Montevideo                                      | Terra rossa | Guido Andreozzi        | Mariano Kestelboim Franco Roncadelli         | 4-6, 6-3, [10-8]    |
| 19. | 1º febbraio 2025  | Brasil Tennis Challenger, Piracicaba                          | Terra rossa | Guido Andreozzi        | Marcelo Demoliner Fernando Romboli           | 6(4)-7, 6-2, [11-9] |
| 20. | 22 marzo 2025     | Murcia Open, Murcia                                           | Terra rossa | Grégoire Jacq          | Jesper de Jong Mats Hermans                  | 6-4, 6-4            |

##### Finali perse (14)
| N.  | Data              | Torneo                             | Superficie  | Compagno              | Avversari in finale                       | Punteggio            |
| 1.  | 3 agosto 2019     | Open Castilla y León, Segovia      | Terra rossa | Felipe Meligeni Alves | Sander Arends David Pel                   | 4-6, 6(3)-7          |
| 2.  | 12 ottobre 2019   | Santo Domingo Open, Santo Domingo  | Terra verde | Luis David Martínez   | Ariel Behar Gonzalo Escobar               | 7-6(5), 4-6, [10-12] |
| 3.  | 9 novembre 2019   | Uruguay Open, Montevideo           | Terra rossa | Rafael Matos          | Facundo Bagnis Andrés Molteni             | 4-6, 7-5, [10-12]    |
| 4.  | 7 marzo 2020      | Monterrey Challenger, Monterrey    | Cemento     | Rafael Matos          | Karol Drzewiecki Goncalo Oliveira         | 7-6(5), 4-6, [9-11]  |
| 5.  | 24 luglio 2021    | Tampere Open, Tampere              | Terra rossa | Felipe Meligeni Alves | Pedro Cachín Facundo Mena                 | 5-7, 3-6             |
| 6.  | 7 maggio 2022     | Salvador Challenger                | Terra verde | Felipe Meligeni Alves | Diego Hidalgo Cristian Rodríguez          | 5-7, 1-6             |
| 7.  | 13 agosto 2022    | Lima Challenger, Lima              | Terra rossa | Camilo Ugo Carabelli  | Ignacio Carou Facundo Mena                | 2-6, 2-6             |
| 8.  | 24 giugno 2023    | Cali Open, Cali                    | Terra rossa | Oleg Prihodko         | Cristian Rodríguez Guido Andreozzi        | 3-6, 4-6             |
| 9.  | 1º luglio 2023    | Open Rionegro, Rionegro            | Terra rossa | Oleg Prihodko         | Juan Sebastián Gómez Andrés Urrea         | 3-6, 6(10)-7         |
| 10. | 19 agosto 2023    | Internazionali Città di Todi, Todi | Terra rossa | Román A. Burruchaga   | Fernando Romboli Marcelo Zormann          | 7-6(13), 4-6, [5-10] |
| 11. | 30 settembre 2023 | Open Bogotá, Bogotà                | Terra rossa | Guillermo Durán       | Renzo Olivo Thiago Agustín Tirante        | 6(6)-7, 4-6          |
| 12. | 11 novembre 2023  | Lima Challenger II, Lima           | Terra rossa | Nicolás Barrientos    | Mateus Alves Eduardo Ribeiro              | 6-3, 5-7, [8-10]     |
| 13. | 4 agosto 2024     | San Marino Open, San Marino        | Terra rossa | Théo Arribagé         | Patrik Rikl Petr Nouza                    | 6-1, 5-7, [6-10]     |
| 14. | 29 marzo 2025     | Girona Challenger, Gerona          | Terra rossa | Grégoire Jacq         | David Vega Hernández Anirudh Chandrasekar | 4-6, 4-6             |